# Zdeno Kosť
Zdeno Kosť (* 1. října 1955) je bývalý slovenský fotbalista, obránce.

## Fotbalová kariéra
Hrál za Lokomotivu Košice. V československé lize nastoupil v 93 utkáních a dal 1 gól.

## Ligová bilance
| Ročník                                   | Zápasy | Góly | Klub              |
| ---------------------------------------- | ------ | ---- | ----------------- |
| 1. československá fotbalová liga 1978/79 | 1      | 0    | Lokomotiva Košice |
| 1. československá fotbalová liga 1979/80 | 7      | 0    | Lokomotiva Košice |
| 1. československá fotbalová liga 1980/81 | 26     | 0    | Lokomotiva Košice |
| 1. československá fotbalová liga 1981/82 | 28     | 0    | Lokomotiva Košice |
| 1. československá fotbalová liga 1982/83 | 20     | 1    | Lokomotiva Košice |
| 1. československá fotbalová liga 1983/84 | 11     | 1    | Lokomotiva Košice |
| CELKEM 1. liga                           | 93     | 1    |                   |